# Hieronymous Theodor Richter

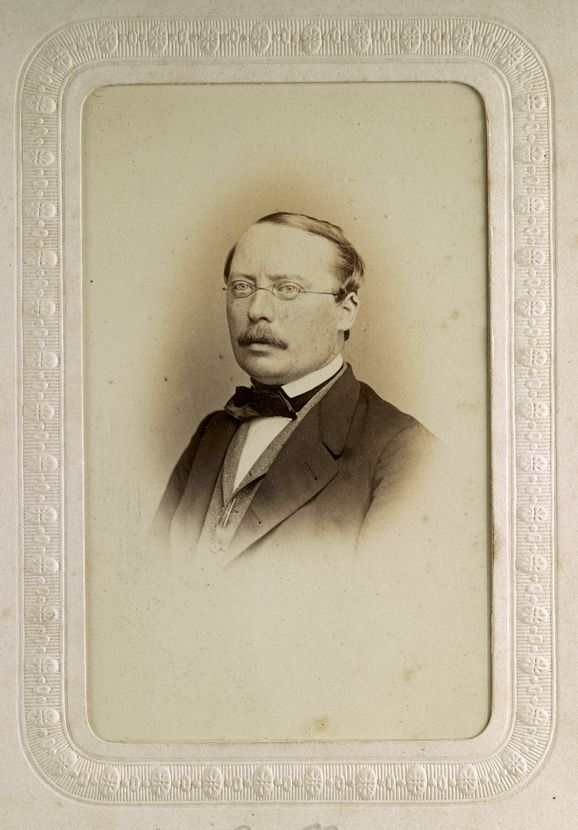
Hieronymus Theodor Richter, circa 1873

Hieronymus Theodor Richter (Dresde, 21 de noviembre de 1824- Freiberg 25 de septiembre de 1898), fue un químico alemán que durante su trabajo en la Universidad De Freiberg De Minería y Tecnología codescubrió el elemento químico indio en 1863 junto con Ferdinand Reich. En 1875 se convirtió  en el director de dicha institución. Muere el 25 de septiembre de 1898 en Freiberg Sajonia a los 73 años.